# عددنویسی هندی-عربی
عددنویسی هندی-عربی یک دستگاه شمارش بر پایه ۱۰ و بر اساس ارزش مکانی است که پراستفاده‌ترین دستگاه شمارش در جهان است.
طریقه نوشتن اعداد به سبک امروزی را اروپائیان از طریقه نگارش اعداد توسط خوارزمی ریاضیدان و دانشمند ایرانی و ریاضی‌دانان ایرانی فرا گرفته‌اند، که این اعداد بر اساس تعداد گوشه چیده شده اند مانند عدد 1 که یک گوشه دارد تا عدد 0 که هیچ گوشه ایی ندارد.
| فارسی- اروپایی(برگرفته از فارسی) | 0 | 1 | 2 | 3 | 4 | 5 | 6 | 7 | 8 | 9 |
| عربی- هندی                       | ۰ | ۱ | ۲ | ۳ | ٤ | ٥ | ٦ | ۷ | ۸ | ۹ |
| عربی شرقی- هندی (فارسی و اردو)   | ۰ | ۱ | ۲ | ۳ | ۴ | ۵ | ۶ | ۷ | ۸ | ۹ |
| دواناگاری (هندی)                 | ० | १ | २ | ३ | ४ | ५ | ६ | ७ | ८ | ९ |
| تامیل                            |   | ௧ | ௨ | ௩ | ௪ | ௫ | ௬ | ௭ | ௮ | ௯ |

## تاریخچه
کهن‌ترین نشانه‌های این روش، یادگار سنگ‌نبشته‌های آشوکا، پادشاه بزرگ هندیان در ۲۵۰ پ.م. است.
ابن آدمی در کتاب خود عقداللالی میاورد:
در سال ۷۷۳ م یا ۱۵۶ هجری مردی از هندوستان (بنام کنکاه) از هندوستان به دربار خلیفه منصور آمد که به محاسبات کتاب سند هند وارد بود. خلیفه به گروهی به سرکردگی ابراهیم فزاری دستور داد کتاب را به عربی برگردانند. بعدها خوارزمی دوباره این اثر را تصحیح کرد.
خوارزمی کتاب حساب الهندی را در ۸۲۵ میلادی نوشت و الکندی مستقلاً کتاب فی استعمال اعداد الهندی را در ۸۳۰ میلادی نوشت. در قرن بعد کوشیار گیلانی کتاب فی اصول حساب الهندی را نوشت

## ابداعات دانشمندان مسلمان در اعداد هندی

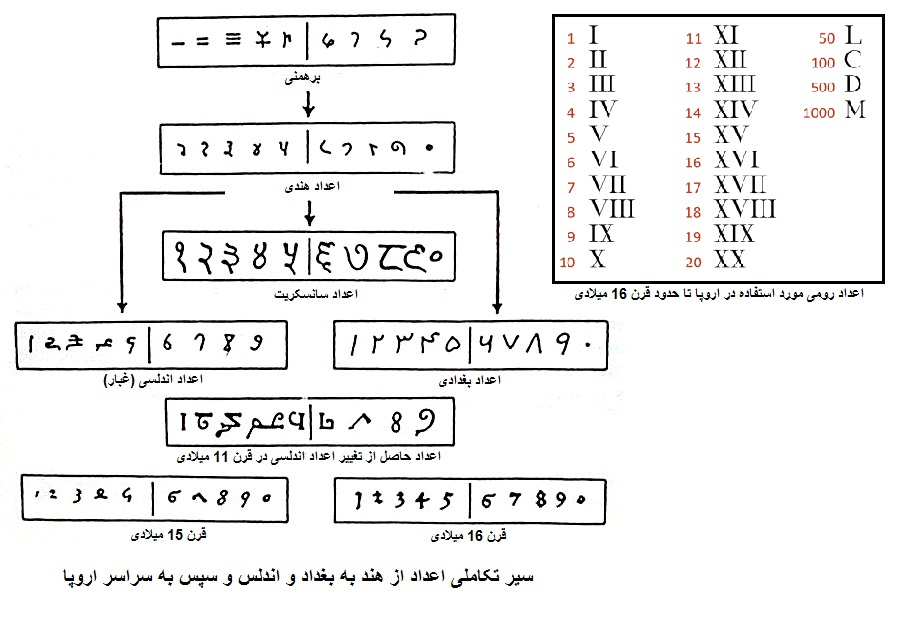
سیر تکاملی سیستم اعداد

اعداد هندی صورت دیگری داشتند که زیاد قابل استفاده نبود بنابراین دانشمندان مسلمان آنها را بتدریج اصلاح کردند و به دو فرم شرقی و غربی درآوردند که بهتر قابل استفاده گردید. مسلمانان بعدها فرم شرقی آنرا استفاده کردند ولی اروپائیها عموماً فرم غربی آنرا استفاده کردند!
ابراهیم فزاری - خوارزمی - الکندی و کوشیار گیلانی اولین کسانی بودند که شکل اعداد امروزی و حساب روزمره را در کتابهای خود منتشر و به مردم عرضه کردند.
ابوالحسن علی بن احمد نسوی در قرن ۱۱ میلادی عملیات ریاضی مثل جذر و ریشه سوم (کعب) اعداد صحیح و اعشاری به روش امروزی را ابداع کرد.
سموأل بن یحیی مغربی قاعده علامتها (منفی در منفی مثبت و چگونکی جمع و تفاضل اعداد منفی) را اولین بار در اوایل قرن ۱۲ میلادی بدقت شرح داد
محمد بن حصار ریاضیدان مراکشی برای اولین در قرن ۱۲ میلادی بار مفهوم صورت و مخرج و خط کسری را شرح داد و اعداد کسری را ابداع کرد
ابوالحسن احمد بن ابراهیم اقلیدسی مترجم آثار اقلیدس بود و اعداد اعشاری را اولین بار بکار برد
ابوکامل مصری در قرن نهم میلادی کاربرد اعداد منفی و اعداد گنگ را ابداع کرد
ابوالوفا بوزجانی کار برد اعداد منفی و نیز کاربرد ریاضیات در حل اندازه گیریهای روزمره را ابداع کرد
غیاث الدین جمشید کاشانی در اوائل قرن ۱۵ میلادی علامت اعشاری امروزی را بکار برد. تا قبل از او اعداد غیر صحیح بصورت رقم صحیح بهمراه یک کسر نمایش داده می‌شدند.
ابوالحسن ابن علی قلصادی در اثر خود التبصیر فی العلم الحساب نمادهای جبری عربی را تکمیل کرد بطوریکه می‌توانستند معادلات را با حروف و اعداد بنویسند و حل کنند
اعداد هندی وارد کتب دارالحکمه شد و دانشمندان مسلمان آن را در اندلس نیز فراگیر نمودند.

## نمادهای جبری که توسط دانشمندان اسلامی به‌کار می‌رفتند
کتاب التبصیر فی العلم الحساب آخرین ویرایش را در نمادهای جبری انجام داد که در ذیل می‌آید:
و (wa) به معنای «و» برای جمع (+) است.
إلا (اِللاً) به معنای واقعی کلمه، «جز» ; برای تفریق (-)
(فی) به معنای واقعی کلمه، «در» برای ضرب (*)
(علی) برای تقسیم (/)
ج (j) به معنای جزر
ش (sh) یا شی ء به معنای «چیز» برای متغیر (x) است.
م (m) برای مربع (x2) است.
ک (k) برای مکعب (x3) است.
ل (l) نشان دهنده ya'adilu برای برابری (=)
به عنوان مثال معادله 2x 3 + 3 x ۲ − 4 x + ۵ = ۰ با استفاده از نمادهای عربی به صورت زیر نوشته می‌شد:
۲ فی شک و ۳ فی شم إلا ۴ فی ش و ۵ ل .

## ورود به اروپا
پس از قرنها عاقبت در ۱۲۰۲ میلادی فیبوناچی که در نزد مسلمانان ریاضی خوانده بود کتاب لیبرا آباکی را نوشت و در آن تمام ریاضیات مسلمانان را توضیح داد

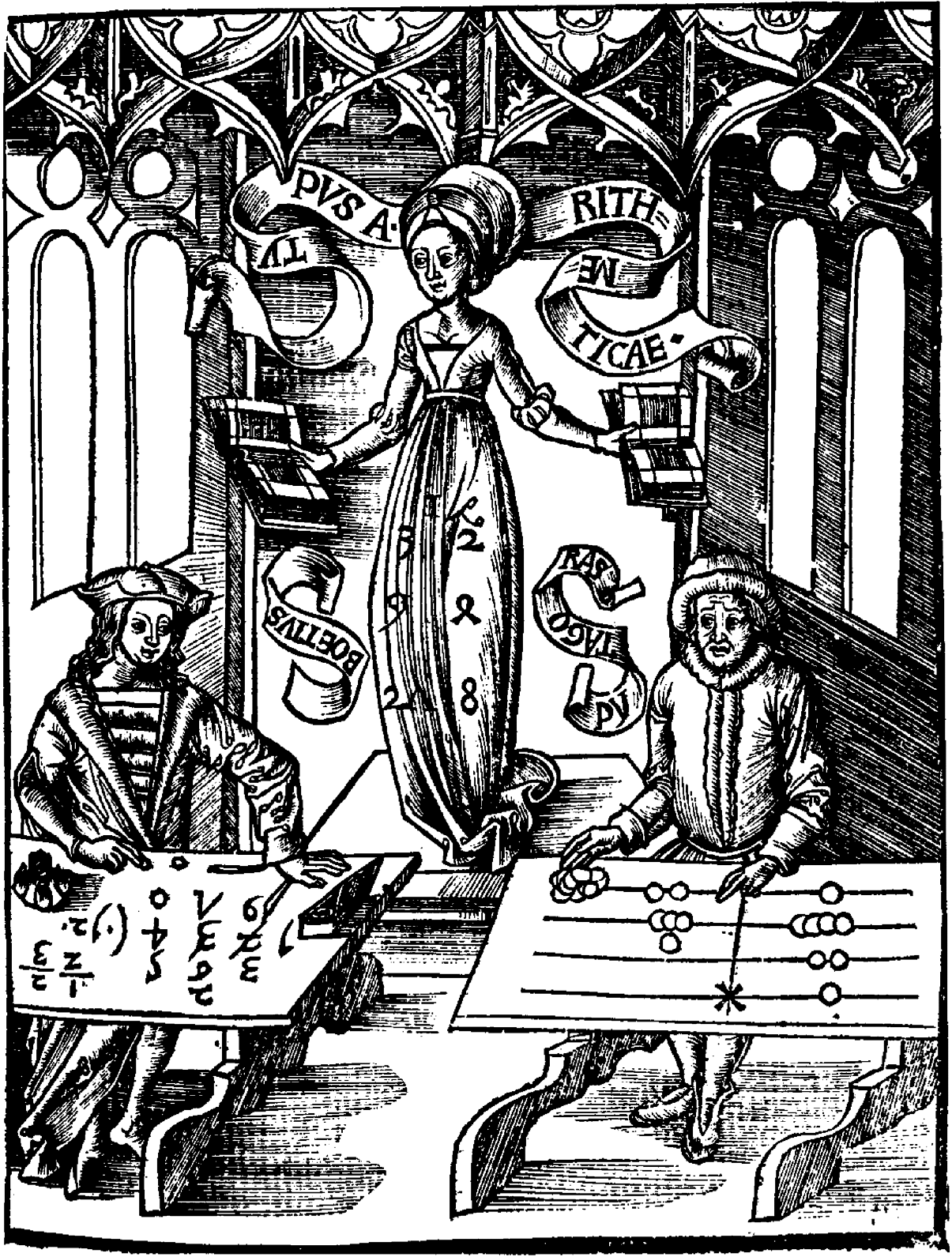
رقابت طرفداران چرتکه و طرفداران حساب خوارزمی

این شروع یک رقابت بین طرفداران چرتکه و طرفداران خوارزمی در اروپا گردید که عاقبت با پیروزی طرفداران خوارزمی بپایان رسید.
بعدها این دستگاه به همراه اعداد عربی در اندلس وارد حوزه اروپا و ایتالیا شد و سرانجام مورد پذیرش دستگاه‌های مذهبی و واتیکان قرار گرفت. در زبان عربی و فارسی تا قبل از آن اعداد را با حروف می‌نوشتند و علامت قراردادی ویژه برای اعداد نداشتند. در خط کوفی اثری از اعداد نیست.
نگارش اعداد (هندی/سانسکریت) حدود ۵۰۰ قبل از میلاد اختراع شده‌است.
اروپاییان پیش از حدود قرن ۱۶ میلادی، از یک دستگاه شمارش به نام عددنویسی رومی (I. II.III IV.VI ، ...) استفاده می‌کردند که نوشتن اعداد چند رقمی بزرگ با آن کار سختی بود، و ضرب و تقسیم با آن غیرممکن بود. دارای صفر نبود و دهگان و صدگان در کار نبود همه اعداد باید در کنار هم قرار می‌گرفتند! پس از آن نوشتن اعداد به سبک عربی-هندی را بکار گرفتند و آن را بهبود بخشیدند.

## مقایسه نمادهای نوشتاری
| # | #    | #             | # | # | # | # | # | # | # | خط                    | سیستم عددنویسی         |
| - | ---- | ------------- | - | - | - | - | - | - | - | --------------------- | ---------------------- |
| 0 | 1    | 2             | 3 | 4 | 5 | 6 | 7 | 8 | 9 | لاتین، الفبای سیریلیک | عددنویسی اروپایی       |
| ۰ | ۱    | ۲             | ۳ | ۴ | ۵ | ۶ | ۷ | ۸ | ۹ | فارسی                 | عددنویسی فارسی         |
| ۰ | ۱    | ۲             | ۳ | ٤ | ٥ | ٦ | ۷ | ۸ | ۹ | عربی                  | عددنویسی عربی          |
| ० | १    | २             | ३ | ४ | ५ | ६ | ७ | ८ | ९ | دیواناگری             | عددنویسی دیواناگری     |
| ૦ | ૧    | ૨             | ૩ | ૪ | ૫ | ૬ | ૭ | ૮ | ૯ | گجراتی                | عددنویسی گجراتی        |
| ੦ | ੧    | ੨             | ੩ | ੪ | ੫ | ੬ | ੭ | ੮ | ੯ | گرمکهی                | عددنویسی الفبای گرمکهی |
| ༠ | تبتی | عددنویسی تبتی |   |   |   |   |   |   |   |                       |                        |
| ᠐ | ᠑    | ᠒             | ᠓ | ᠔ | ᠕ | ᠖ | ᠗ | ᠘ | ᠙ | خط مغولی              | عددنویسی مغولی         |
|   |      |               |   |   |   |   |   |   |   | خط لپچا               |                        |
| ০ | ১    | ২             | ৩ | ৪ | ৫ | ৬ | ৭ | ৮ | ৯ | خط بنگالی             | عددنویسی بنگالی        |
| ୦ | ୧    | ୨             | ୩ | ୪ | ୫ | ୬ | ୭ | ୮ | ୯ | الفبای اوریه          | عددنویسی اوریه         |
| ೦ | ೧    | ೨             | ೩ | ೪ | ೫ | ೬ | ೭ | ೮ | ೯ | خط کنرا               | عددنویسی کنرا          |
| ൦ | ൧    | ൨             | ൩ | ൪ | ൫ | ൬ | ൭ | ൮ | ൯ | مالایالم              | عددنویسی مالایالم      |
| ௦ | ௧    | ௨             | ௩ | ௪ | ௫ | ௬ | ௭ | ௮ | ௯ | تامیلی                | عددنویسی تامیلی        |
| ౦ | ౧    | ౨             | ౩ | ౪ | ౫ | ౬ | ౭ | ౮ | ౯ | تلوگو                 | عددنویسی تلوگو         |
| 𑇡 | 𑇢    | 𑇣             | 𑇤 | 𑇥 | 𑇦 | 𑇧 | 𑇨 | 𑇩 | 𑇪 | سینهالی               | عددنویسی سینهالی       |
| ០ | ១    | ២             | ៣ | ៤ | ៥ | ៦ | ៧ | ៨ | ៩ | خمری                  | عددنویسی خمری          |
| ๐ | ๑    | ๒             | ๓ | ๔ | ๕ | ๖ | ๗ | ๘ | ๙ | تای                   | عددنویسی تای           |
| ໐ | ໑    | ໒             | ໓ | ໔ | ໕ | ໖ | ໗ | ໘ | ໙ | لائو                  | عددنویسی لائو          |
| ၀ | ၁    | ၂             | ၃ | ၄ | ၅ | ၆ | ၇ | ၈ | ၉ | برمه‌ای                | عددنویسی برمه‌ای        |
| ꧐ | ꧑    | ꧒             | ꧓ | ꧔ | ꧕ | ꧖ | ꧗ | ꧘ | ꧙ | الفبای جاوه‌ای         | عددنویسی جاوه‌ای        |
| ᭐ | ᭑    | ᭒             | ᭓ | ᭔ | ᭕ | ᭖ | ᭗ | ᭘ | ᭙ | بالیایی               | عددنویسی بالیایی       |